# 福地高子
福地 高子（ふくち たかこ、1947年〈昭和22年〉7月24日 - ）は、福岡県を拠点に活動しているフリーアナウンサー、ローカルタレントである。福岡県大野城市出身。

## 人物
- 愛称は高子姫。RKBラジオで放送中の「福地高子・ヒーマンのとっておきの夜なのだ!」では、合わせてカメと呼ばれているが、なぜ、そう呼ばれる様になったのかは不明。
- 曾祖父は明治期のジャーナリストである福地源一郎である。

- 2005年10月からヒーマンとのコンビで始まった「福地高子・ヒーマンのとっておきの夜なのだ!」が2005年度のギャラクシー賞ラジオ部門の選奨として受賞した。
- 年齢不詳。そのため、福地の誕生日前後の「福地高子・ヒーマンのとっておきの夜なのだ!」の放送中で、リスナーから「高子さんはいくつになられましたか?」というお便りがあると、「やかましいよ!」と返すことがあった。このほか、「卑弥呼と同い年の高子さん、お誕生日おめでとう」や「明日は、46億回目の誕生日だそうですね」といったお便りが寄せられた。

## 出演番組

### 現在出演中の番組
- 福地高子の姫うた(KBCラジオ、2018年4月～)

### 過去に出演した番組
ラジオ
- ハガキでおはよう（RKBラジオ、1970年代～1980年代、パーソナリティは安藤豊）
- 栗田善成のまずはラジオでおつかれさん（1970年代-1980年代、KBCラジオ）
- ほがらかウィークリー（RKBラジオ）[1]
- たかちゃんの電リクじゃんけん（1998年10月10日-2017年3月25日、RKBラジオ）
- 福地高子・ヒーマンのとっておきの夜なのだ!（2005年10月3日-2014年3月24日、RKBラジオ）
- 栗田善成・福地高子のちょっとアブナイ夜がきた!（RKBラジオ）

テレビ
- 豊と高子の夕方どんどん（2001年4月-5月、RKBテレビ）
- 夕方どんどん千客万来（2001年6月-2002年3月、RKBテレビ）
- どーんと鹿児島（1989年4月-9月、MBCテレビ）

テレビCM
- からつ城内閣（高子姫という愛称そのままに、姫の格好で出演）
- おもちゃのピーコック　CM挿入歌を歌っている(本人談[出典無効])